# Peter Johansson
Peter Johansson   (11 de gener de 1966) és un ex-pilot de motocròs suec que destacà en competició internacional durant la dècada del 1990 i començaments de la del 2000, etapa durant la qual fou una vegada subcampió i tres vegades tercer al mundial de motocròs. Al llarg de la seva carrera va aconseguir 9 victòries en Grans Premis i 6 Campionats de Suècia. Juntament amb el seu germà Magnus, també pilot de motocròs i enduro, va competir durant pràcticament tota la seva etapa d'activitat com a membre del Motoclub de Skene, a Västra Götaland.

## Palmarès
Font:
| Any          | Motocicleta  | C. del Món | C. del Món | C. de Suècia | C. de Suècia |
| Any          | Motocicleta  | 500cc      | 250cc      | 500cc        | 250cc        |
| ------------ | ------------ | ---------- | ---------- | ------------ | ------------ |
| 1986         | Honda        | -          | 10è        |              |              |
| 1987         | KTM          | -          | 13è        |              |              |
| 1988         | Yamaha       | -          | 8è         |              |              |
| 1989         | Yamaha       | -          | 6è         |              | 1r           |
| 1990         | Yamaha       | -          | 12è        |              |              |
| 1991         | Yamaha       | -          | 4t         |              |              |
| 1992         | Yamaha       | -          | 9è         |              |              |
| 1993         | Yamaha       | -          | 16è        | 1r           |              |
| 1994         | Yamaha       | -          | 16è        |              |              |
| 1995         | Husqvarna    | 4t         | -          |              |              |
| 1996         | Husqvarna    | 3r         | -          | 1r           |              |
| 1997         | Yamaha       | 6è         | -          | 1r           |              |
| 1998         | Yamaha       | 3r         | -          |              |              |
| 1999         | KTM          | 2n         | -          | 1r           |              |
| 2000         | KTM          | 3r         | -          | 1r           |              |
| 2001         | KTM          | 6è         | -          |              |              |
| Total títols | Total títols | 0          | 0          | 5            | 1            |